# Fighting (album de Thin Lizzy)
Pour les articles homonymes, voir Fight.
Albums de Thin Lizzy
Nightlife
(1974) Jailbreak
(1976)
Singles
1. Rosalie
Sortie : 27 juin 1975
2. Wild One
Sortie : 17 octobre 1975

Fighting est le cinquième album studio du groupe de rock irlandais Thin Lizzy. Il est sorti le 12 septembre 1975 sur le label Vertigo Records en Europe et Mercury pour l'Amérique du Nord et a été produit par Phil Lynott.

## Historique
Le groupe a beaucoup tourné depuis la sortie de Nightlife et lorsqu'il investit les Studios Olympic de Londres en mai 1975 pour enregistrer son nouvel album, les musiciens ont pris l'habitude de jouer ensemble, notamment la paire de guitaristes Scott Gorham et Brian Robertson. L'enregistrement se déroula sous la houlette de l'ingénieur du son, Keith Harwood connu pour son travail avec les Rolling Stones, Led Zeppelin où David Bowie.
Le premier titre de l'album, Rosalie est une reprise du rocker américain Bob Seger sortie en 1972. Le titre Suicide a été à l'origine interprété par Thin Lizzy quand le guitariste Eric Bell était toujours dans le groupe, y compris dans une émission de la British Broadcasting Corporation enregistrée en juillet 1973. Silver Dollar et Ballad for a Hard Man signés respectivement par Brian Robertson et Scott Gorham sont, avec Ray Gun signés par Eric Bell en 1971, les seuls titres figurant sur les albums du groupe crédités à un unique musicien hors de Phil Lynott.
Cet album fut le premier du groupe à se classer, à la 60eplace, dans les charts britanniques. Il sortira, suivant les pays, avec deux pochettes différentes,

## Liste des titres
Vinyle
| 1. | Rosalie                    | Bob Seger            | 3:20 |
| 2. | For Those Who Love to Live | Phil Lynott          | 3:10 |
| 3. | Suicide                    | Lynott, Brian Downey | 5:15 |
| 4. | Wild One                   | Lynott               | 4:20 |
| 5. | Fighting my Way Back       | Lynott               | 3:16 |

| 6.  | King's Vengeance     | Lynott, Scott Gorham | 4:10 |
| 7.  | Spirit Slips Away    | Lynott               | 4:44 |
| 8.  | Silver Dollar        | Brian Robertson      | 3:28 |
| 9.  | Freedom Song         | Lynott, Gorham       | 3:32 |
| 10. | Ballad of a Hard Man | Gorham               | 3:21 |

Disque bonus de la version Deluxe de 2012
| No  | Titre                                                  | Auteur            | Durée |
| --- | ------------------------------------------------------ | ----------------- | ----- |
| 1.  | Half Castle (face B du single Rosalie)                 | Lynott            | 3:39  |
| 2.  | Rosalie (US album mix)                                 | Seger             | 2:57  |
| 3.  | Half Castle (BBC Sessions, 29 mai 1975)                | Lynott            | 3:52  |
| 4.  | Rosalie (BBC Sessions, 29 mai 1975)                    | Seger             | 3:15  |
| 5.  | Suicide (BBC Sessions, 29 mai 1975)                    | Lynott            | 5:19  |
| 6.  | Ballad of a Hard Man (false start, no vocal)           | Gorham            | 4:08  |
| 7.  | Try a Little Harder (alternate vocals)                 | Lynott, Robertson | 4:08  |
| 8.  | Fighting My Way back (rough mix with alternate vocals) | Lynott            | 3:24  |
| 9.  | Song for Jesse (no vocals)                             | Lynott            | 2:14  |
| 10. | Leaving Town (acoustic, bass, drums-no vocals)         | Lynott            | 4:52  |
| 11. | Blues Boy (titre inédit)                               | Robertson         | 4:34  |
| 12. | Leaving Town (extended take)                           | Lynott            | 5:52  |
| 13. | Spirit Slips Away (extended version, take four)        | Lynott            | 5:31  |
| 14. | Wild One (no vocal)                                    | Lynott            | 4:18  |
| 15. | Bryan's Funky Fazer (Silver Dollar)                    | Robertson         | 3:38  |

## Musiciens
Thin Lizzy
- Phil Lynott: chants, basse, guitare acoustique sur Wild One
- Scott Gorham: guitare, guitare solo
- Brian Downey: batterie, percussions
- Brian Robertson: guitare, guitare solo, piano sur Song for Jesse

Musiciens additionnels
- Ian McLagan: piano sur Rosalie et Silver Dollar
- Roger Chapman: chœurs sur Rosalie

## Charts
| Pays        | Durée du classement | Meilleur classement | Date              |
| ----------- | ------------------- | ------------------- | ----------------- |
| Suède       | 1 semaine           | 49e                 | 14 novembre 1975  |
| Royaume-Uni | 1 semaine           | 60e                 | 27 septembre 1975 |